# Ourapteryx sambucaria
Ourapteryx sambucaria é uma espécie de insetos lepidópteros, mais especificamente de traças, pertencente à família Geometridae.
A autoridade científica da espécie é Linnaeus, tendo sido descrita no ano de 1758.

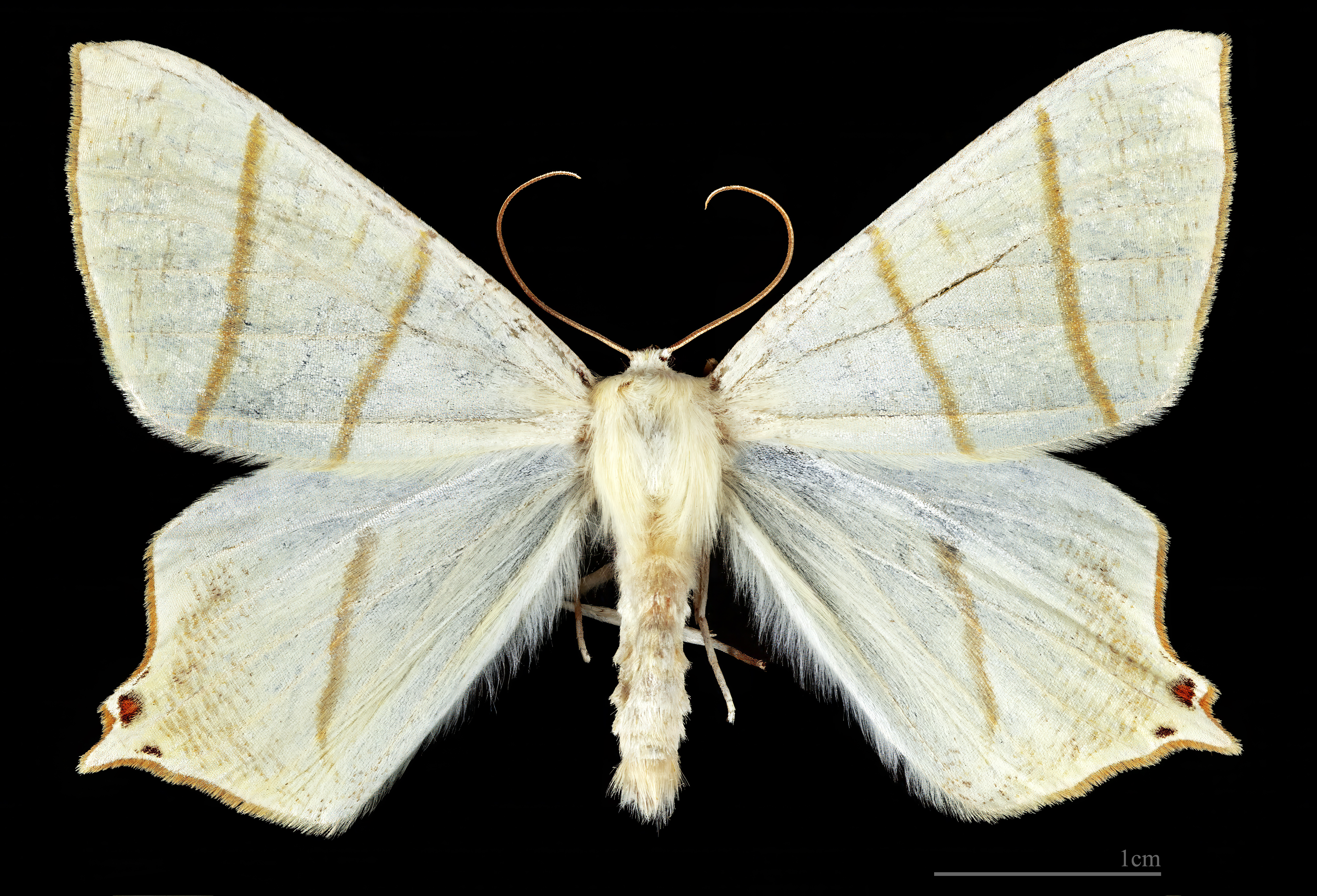
♂
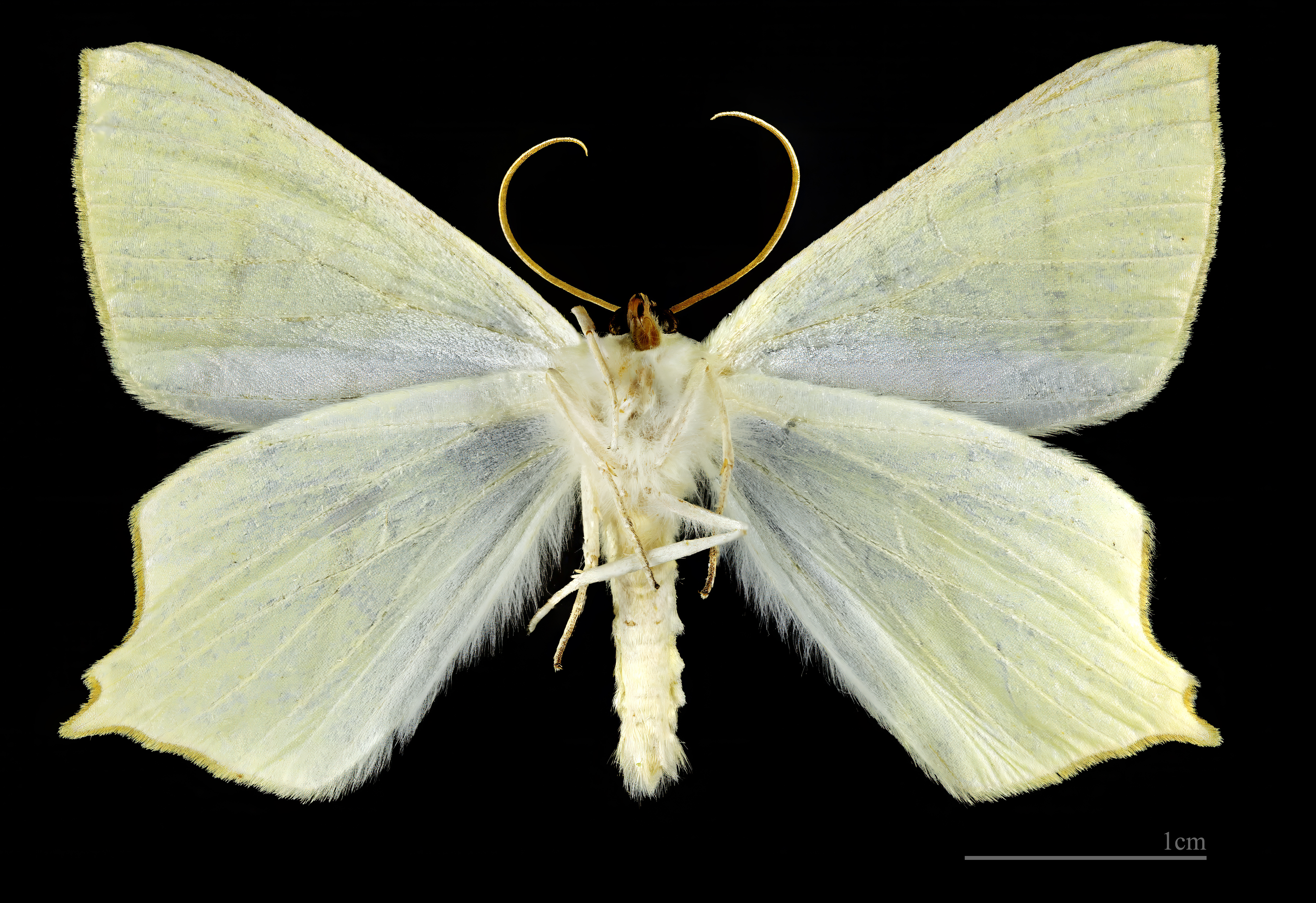
♂ △
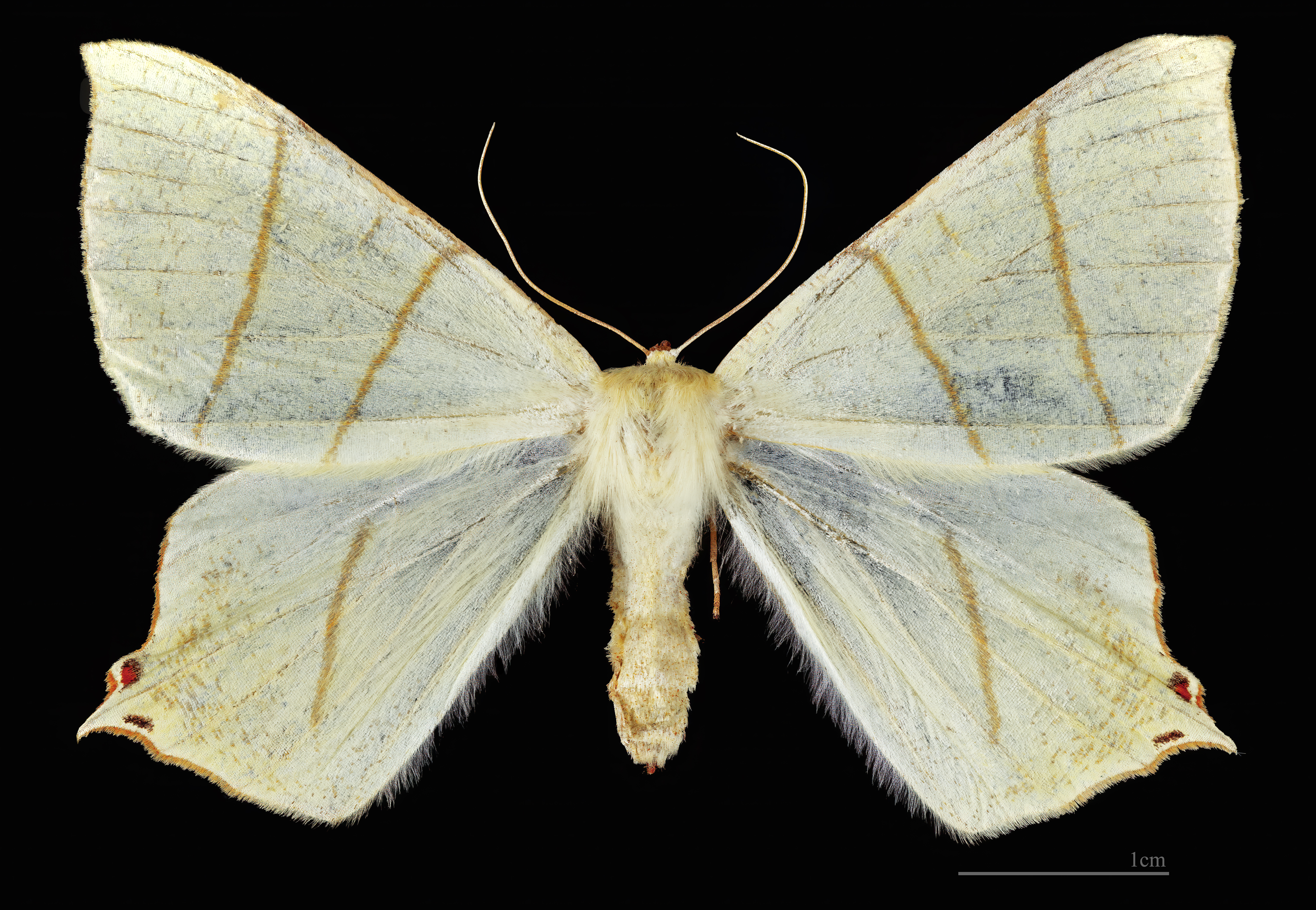
♀
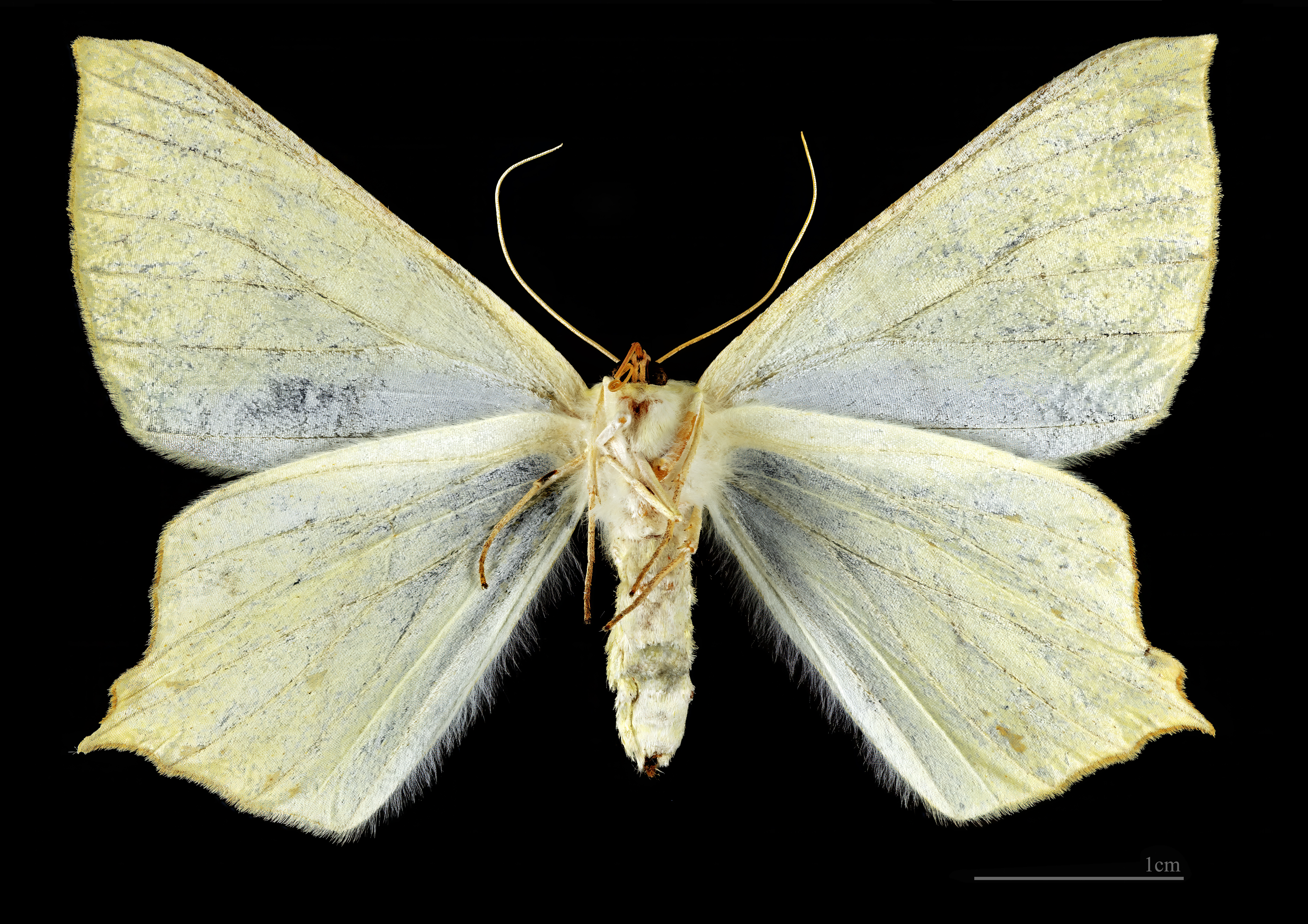
♀ △

Trata-se de uma espécie presente no território português.